# ある少年の告白
『ある少年の告白』（あるしょうねんのこくはく、Boy Erased）は、2018年のアメリカ合衆国の青春映画。監督はジョエル・エドガートン、出演はルーカス・ヘッジズ、ニコール・キッドマン、ラッセル・クロウなど。
実際に存在する、同性愛者の少年少女を「矯正」させる「救済プログラム」を題材に、ゲイの少年と信心深いキリスト教徒の両親の衝突と苦悩を描いた社会派ドラマである。
原作はガラルド・コンリーの回顧録『Boy Erased: A Memoir』。

## ストーリー
小さな町でバプティストとして育った19歳の青年ジャレッド・エモンズはゲイであることで両親と衝突し、家から出されてしまう。そこで、教会が支持する同性愛者の転換プログラムに参加することを余儀なくされる。ジャレッドはプログラムのセラピストと再び衝突してしまう。

## キャスト
※括弧内は日本語吹替
- ジャレッド・エモンズ: ルーカス・ヘッジズ（河西健吾） - 同性愛者[6]。
- ナンシー・エモンズ: ニコール・キッドマン（田中敦子） - ジャレッドの母親[6]。
- マーシャル・エモンズ: ラッセル・クロウ（菅生隆之） - ジャレッドの父親。牧師[6]。
- ヴィクター・サイクス: ジョエル・エドガートン（坂詰貴之）
- クロエ: マデリン・クライン
- ドクター・マルドゥーン: チェリー・ジョーンズ（藤生聖子）
- ブランドン: フリー（魚建）
- ジョン: グザヴィエ・ドラン
- ゲイリー: トロイ・シヴァン（畠中祐）
- ヘンリー: ジョー・アルウィン
- リー: エミリー・ヒンクラー
- サラ: ジェシー・ラトゥーレット
- マイケル: デヴィッド・ジョセフ・クレイグ
- グザヴィエ: セオドア・ペルラン
- キャメロン: ブリットン・セアー
- サイモン: マット・バーク

## 製作
2017年6月8日、Netflix、フォーカス・フィーチャーズ、アンナプルナ・ピクチャーズ、アマゾン・スタジオの4社でガラルド・コンリーの『Boy Erased: A Memoir』をジョエル・エドガートン監督・脚本で映画化した作品の配給権争奪戦が開始した。同年同月21日、Netflixとの熾烈な争奪戦を制し、フォーカス・フィーチャーズが配給権を獲得した。同年8月、本作のキャストの大半が発表された。同年9月、ジョー・アルウィンとマデリン・クラインがキャストに加わった。

### 撮影
主要な撮影は、2017年9月8日からアトランタとジョージアで行われた。
プレス試写でエドガートンはこのように述べた。
ガラルドの話を映画化する上で、熟練した俳優たちと一緒に作業することに興奮を覚えています。私はフォーカス・フィーチャーズがこの映画の最高のパートナーだと思っています。ガラルドが私のストーリーへの情熱を信頼してくれたことに対して感謝しますが、私は撮影をやり直すより最善の方法は考えられません。
前述のエドガートンの発言通り、2018年4月に再撮影が行われた。

## 公開
本作は、2018年9月1日のテルライド映画祭で世界初上映された。2018年9月8日のトロント国際映画祭でも公開された後、本作は、2018年9月28日にアメリカで公開される予定だったが、2018年11月2日に延期された。

## 評価
本作は批評家から絶賛されている。Rotten Tomatoesでは262の批評家レビューのうち81%が支持評価を下し、平均評価は10点中6.9点、批評家の一致した見解は「脚本・監督・出演のジョエル・エドガートンによってがっちりと感情移入させられる『ある少年の告白』は、複雑で、力強く演じられたドラマへの道もまた善意で切り開けることを証明している。」となっている。MetacriticのMetascoreは48の批評家レビューに基づいて、100点中69点となった。

## 受賞とノミネート
| 賞                                                   | 部門                               | 候補                   | 結果       |
| ---------------------------------------------------- | ---------------------------------- | ---------------------- | ---------- |
| 全米メイキャップアーティスト・ヘアスタイリスト組合賞 | メイキャップ賞（コンテンポラリー） | 『ある少年の告白』     | ノミネート |
| ゴールデングローブ賞                                 | 主演男優賞（ドラマ部門）           | ルーカス・ヘッジス     | ノミネート |
| ゴールデングローブ賞                                 | 主題歌賞                           | 『Revelation』         | ノミネート |
| クリティクス・チョイス・アワード                     | 助演女優賞                         | ニコール・キッドマン   | ノミネート |
| オーストラリア映画協会賞                             | 作品賞                             | 『ある少年の告白』     | ノミネート |
| オーストラリア映画協会賞                             | 監督賞                             | ジョエル・エドガートン | ノミネート |
| オーストラリア映画協会賞                             | 主演男優賞                         | ルーカス・ヘッジス     | ノミネート |
| オーストラリア映画協会賞                             | 助演男優賞                         | ラッセル・クロウ       | ノミネート |
| オーストラリア映画協会賞                             | 助演男優賞                         | ジョエル・エドガートン | ノミネート |
| オーストラリア映画協会賞                             | 助演女優賞                         | ニコール・キッドマン   | 受賞       |
| オーストラリア映画協会賞                             | 脚色賞                             | ジョエル・エドガートン | 受賞       |
| オーストラリア映画協会賞（国際部門）                 | 助演男優賞                         | ジョエル・エドガートン | ノミネート |
| オーストラリア映画協会賞（国際部門）                 | 助演女優賞                         | ニコール・キッドマン   | 受賞       |
| オーストラリア映画批評家協会賞                       | 助演女優賞                         | ニコール・キッドマン   | 受賞       |
| サテライト賞                                         | 主演男優賞                         | ルーカス・ヘッジス     | ノミネート |
| サテライト賞                                         | 助演男優賞                         | ラッセル・クロウ       | ノミネート |
| サテライト賞                                         | 助演女優賞                         | ニコール・キッドマン   | ノミネート |
| サテライト賞                                         | 歌曲賞                             | 『Revelation』         | ノミネート |
| ハリウッド映画賞                                     | 功労賞                             | ニコール・キッドマン   | 受賞       |
| ワシントンD.C.映画批評家協会賞                       | 助演女優賞                         | ニコール・キッドマン   | ノミネート |
| サンディエゴ映画批評家協会賞                         | 助演女優賞                         | ニコール・キッドマン   | 受賞       |
| ノースカロライナ映画批評家協会賞                     | 助演女優賞                         | ニコール・キッドマン   | ノミネート |
| ウエスタン・ニューヨーク映画批評家協会賞             | 助演女優賞                         | ニコール・キッドマン   | ノミネート |
| ロサンゼルス・オンライン映画批評家協会賞             | 主題歌賞                           | 『Revelation』         | ノミネート |
| オンライン女性映画批評家協会賞                       | 脚色賞                             | ジョエル・エドガートン | ノミネート |
| AARP大人のための映画賞                               | 助演女優賞                         | ニコール・キッドマン   | ノミネート |
| キャメリメージ国際映画祭                             | 監督賞                             | ジョエル・エドガートン | ノミネート |
| シカゴ国際映画祭                                     | 観客賞                             | 『ある少年の告白』     | ノミネート |
| サンディエゴ国際映画祭                               | 観客賞                             | 『ある少年の告白』     | 受賞       |
| ミルバレー国際映画祭                                 | 観客賞                             | 『ある少年の告白』     | 2nd Place  |
| ハートランド国際映画祭                               | 観客賞                             | 『ある少年の告白』     | 受賞       |
| ヒューマニタス賞                                     | 作品賞（ドラマ部門）               | 『ある少年の告白』     | 受賞       |
| ハリウッド・ミュージック・イン・メディア・アワード   | 歌曲賞                             | 『Revelation』         | ノミネート |